# Divisão por zero

A função y=1/x. Ao mesmo tempo em que x se aproxima de 0 da direita, y se aproxima do infinito (e vice-versa). Observar que dependendo de que lado percorre-se x, o limite é infinito positivo (vindo da direita) ou infinito negativo (vindo da esquerda).

Na matemática, uma divisão é chamada divisão por zero se o divisor é zero. Tal divisão pode ser formalmente expressada como {\displaystyle a\div 0} = {\displaystyle \textstyle {\frac {a}{0}}} no qual a é o dividendo. Um valor bem definido para essa expressão depende do contexto matemático. Para a aritmética com números reais, a expressão não possui significado.
Em programação, uma tentativa de dividir um número de ponto flutuante por zero deve resultar em infinito ({\displaystyle {\infty }}) de acordo com o padrão IEEE 754 para pontos flutuantes. No entanto, dependendo do ambiente de programação e do tipo de número sendo dividido por zero (como o inteiro, por exemplo), é possível que: seja gerada uma exceção, seja produzida uma mensagem de erro, faça o programa terminar, resulte em infinito positivo ou negativo ou resulte em um valor especial não numérico (NaN).

## Interpretação em aritmética elementar
Quando uma divisão é explicada no nível elementar, frequentemente usa-se a descrição da divisão de um conjunto de objetos em partes iguais. Como exemplo, se tem-se dez maçãs, e deseja-se distribuí-las entre cinco pessoas, cada pessoa irá receber {\displaystyle 10\div 5} = {\displaystyle \textstyle {\frac {10}{5}}} = 2 maçãs. Se tem-se dez maçãs e deseja-se distribuir entre zero pessoas, quantas maçãs cada pessoa receberá? Uma tentativa para calcular {\displaystyle 10\div 0} = {\displaystyle \textstyle {\frac {10}{0}}} = {\displaystyle {\infty }} maçãs.
Outra maneira de entender a natureza indefinida da divisão por zero é perceber uma divisão como repetidas subtrações. Para dividir treze por cinco, pode-se subtrair cinco duas vezes, restando três. O dividendo é subtraído até que o resto seja menor que o divisor. Mas, no caso do zero, repetidas subtrações por zero nunca resultarão em um resto menor que o divisor, então a divisão não é definida.

## Primeiras tentativas
Brahmasphutasiddhanta de Brahmagupta (598–668) é o primeiro texto conhecido a tratar o zero como um número e a definir operações envolvendo o zero. O autor falhou, entretanto, em sua tentativa a explicar a divisão por zero: sua definição pode ser facilmente provada a levar a absurdos algébricos. De acordo com Brahmagupta, "um número positivo ou negativo, quando divido por zero, é uma fração com o zero como denominador. O zero dividido por um número positivo ou negativo é tanto zero ou expresso como uma fração com zero como numerador. Zero dividido por zero é zero."
Em 830, Mahavira tentou sem sucesso corrigir a falha de Brahmagupta em seu livro Ganita Sara Samgraha: "um número permanece inalterado quando dividido por zero."
Bhaskara II tentou resolver o problema ao definir {\displaystyle \textstyle {\frac {n}{0}}=\infty }. Essa definição, apesar de fazer sentido, pode levar a paradoxos se não tratadas com cuidado.

## Interpretação algébrica
É geralmente considerado entre matemáticos que uma maneira natural de interpretar a divisão por zero é primeiramente definir a divisão em termos de outras operações aritméticas. Nas regras padrão da aritmética de inteiros, racionais, reais e complexos, a divisão por zero é indefinida. A divisão por zero deve ser deixada indefinida em qualquer sistema matemático que obedece os axiomas de um corpo. A razão é que a divisão é definida como a operação inversa da multiplicação, o que significa que o valor de {\displaystyle \textstyle {\frac {a}{b}}} ({\displaystyle a\div b}) é a solução x da equação {\displaystyle b\times x=a} sempre que o valor existir e for único. Senão o valor é deixado indefinido.
Para b = 0, a equação {\displaystyle b\times x=a} pode ser reescrita como {\displaystyle 0\times x=a} ou simplesmente 0 = a. Nesse caso, a equação {\displaystyle b\times x=a} não possui solução se a é diferente de zero, e possui qualquer x como solução se a é igual a 0. Em qualquer caso, não há solução única, então {\displaystyle \textstyle {\frac {a}{b}}} ({\displaystyle a\div b}) é indefinida.

### Falácias
É possível distinguir um caso especial da divisão por zero em um argumento algébrico, levando a provas inválidas tais como 2 = 1 como a seguinte:
Assume-se:
{\displaystyle 0\times 1=0}
{\displaystyle 0\times 2=0}
O seguinte deve ser verdadeiro:
{\displaystyle 0\times 1=0\times 2}
Dividindo por zero temos:
{\displaystyle \textstyle {\frac {0}{0}}\times 1={\frac {0}{0}}\times 2}
Simplificando, resulta-se em :
{\displaystyle 1=2\,}
A falácia é assumir que dividir por zero é uma operação legítima com {\displaystyle 0\div 0=1}. Apesar da maioria das pessoas provavelmente assumirem que a prova acima é falaciosa, o mesmo argumento pode ser apresentado de uma forma que torna-se mais difícil encontrar o erro. Por exemplo, se 1 é denotado por {\displaystyle x}, {\displaystyle 0} pode ser escondido em {\displaystyle x-x} e {\displaystyle 2} escondido em {\displaystyle x+x}. A prova acima pode ser apresentada como:
{\displaystyle (x-x)\times x=x^{2}-x^{2}=0}
{\displaystyle (x-x)\times (x+x)=x^{2}-x^{2}=0}
Então:
{\displaystyle (x-x)\times x=(x-x)\times (x+x)}
Dividindo por {\displaystyle x-x} temos:
{\displaystyle x=x+x}
E dividindo por {\displaystyle x} temos:
{\displaystyle 1=2}
Contra argumentação da prova:
Cria-se paradoxo quando se atribui várias igualdades simultâneas a uma equação.
{\displaystyle (x-x)\times x=x^{2}-x^{2}}
{\displaystyle (x-x)\times x=0}
{\displaystyle x^{2}-x^{2}=0}
Fazendo o cálculo de forma individual não se percebe erro lógico ao afirmar que todo número que seja dividido por si resulte em 1, inclusive zero.

## Subtrações sucessivas
Toda divisão pode ser interpretada como uma sequência finita de subtrações. E, utilizando o método de subtrações sucessivas, pode-se provar que a divisão por zero é impossível. Esta operação peculiar gera uma sequência infinita de subtrações, isto é, obriga a efetuar infinitas repetições (mais conhecidas na área computacional como loops infinitos).

### Passo-a-passo
1. Subtrair o dividendo pelo divisor;
2. Caso o quociente obtido seja maior ou igual ao divisor, subtrair o quociente obtido pelo divisor;
3. Repetir o segundo passo até que o quociente obtido seja menor que o divisor, encerrando o processo e tornando o atual quociente em resto.

### 18 ÷ 18 = 1
- 18 – 18 = 0 (1a subtração)

Como foi feita apenas uma subtração, a divisão de 18 por 18 resulta em 1 com resto 0.

### 18 ÷ 9 = 2
- 18 – 9 = 9 (1a subtração)
- 9 – 9 = 0 (2a subtração)

Como foram feitas duas subtrações, a divisão de 18 por 9 resulta em 2 com resto 0.

### 18 ÷ 6 = 3
- 18 – 6 = 12 (1a subtração)
- 12 – 6 = 6 (2a subtração)
- 6 – 6 = 0 (3a subtração)

Como foram feitas três subtrações, a divisão de 18 por 6 resulta em 3 com resto 0.

### 18 ÷ 4 = 4,5
- 18 – 4 = 14 (1a subtração)
- 14 – 4 = 10 (2a subtração)
- 10 – 4 = 6 (3a subtração)
- 6 – 4 = 2 (4a subtração)

Como foram feitas quatro subtrações, a divisão de 18 por 4 resulta em 4 com resto 2, ou seja, verdadeiramente resulta em 4,5.

### 18 ÷ 3 = 6
- 18 – 3 = 15 (1a subtração)
- 15 – 3 = 12 (2a subtração)
- 12 – 3 = 9 (3a subtração)
- 9 – 3 = 6 (4a subtração)
- 6 – 3 = 3 (5a subtração)
- 3 – 3 = 0 (6a subtração)

Como foram feitas seis subtrações, a divisão de 18 por 3 resulta em 6 com resto 0.

### 18 ÷ 2 = 9
- 18 – 2 = 16 (1a subtração)
- 16 – 2 = 14 (2a subtração)
- 14 – 2 = 12 (3a subtração)
- 12 – 2 = 10 (4a subtração)
- 10 – 2 = 8 (5a subtração)
- 8 – 2 = 6 (6a subtração)
- 6 – 2 = 4 (7a subtração)
- 4 – 2 = 2 (8a subtração)
- 2 – 2 = 0 (9a subtração)

Como foram feitas nove subtrações, a divisão de 18 por 2 resulta em 9 com resto 0.

### 18 ÷ 1 = 18
- 18 – 1 = 17 (1a subtração)
- 17 – 1 = 16 (2a subtração)
- 16 – 1 = 15 (3a subtração)
- 15 – 1 = 14 (4a subtração)
- 14 – 1 = 13 (5a subtração)
- 13 – 1 = 12 (6a subtração)
- 12 – 1 = 11 (7a subtração)
- 11 – 1 = 10 (8a subtração)
- 10 – 1 = 9 (9a subtração)
- 9 – 1 = 8 (10a subtração)
- 8 – 1 = 7 (11a subtração)
- 7 – 1 = 6 (12a subtração)
- 6 – 1 = 5 (13a subtração)
- 5 – 1 = 4 (14a subtração)
- 4 – 1 = 3 (15a subtração)
- 3 – 1 = 2 (16a subtração)
- 2 – 1 = 1 (17a subtração)
- 1 – 1 = 0 (18a subtração)

Como foram feitas dezoito subtrações, a divisão de 18 por 1 resulta em 18 com resto 0.

### 18 ÷ 0 =∞{\displaystyle {\infty }}
- 18 – 0 = 18 (1a subtração)
- 18 – 0 = 18 (2a subtração)
- 18 – 0 = 18 (3a subtração)

Como foram feitas infinitas subtrações, a divisão de 18 por 0 resulta em {\displaystyle {\infty }}. Isso ocorre, pois o resultado das subtrações continuarão sendo 18 e jamais serão um número menor que o dividendo (lembrando que o resto deve ser sempre menor que o dividendo), portanto seria infinitas subtrações.

## Outras formas de subtrações como prova

### 6 ÷ 6 = 1
- 6 – 6 = 0

### 6 ÷ 5 = 1,2
- 6 – 5 = 1

### 6 ÷ 4 = 1,5
- 6 – 4 = 2

### 6 ÷ 3 = 2
- 6 – 3 – 3 = 0

### 6 ÷ 2 = 3
- 6 – 2 – 2 – 2 = 0

### 6 ÷ 1 = 6
- 6 – 1 – 1 – 1 – 1 – 1 – 1 = 0

### 6 ÷ 0 =∞{\displaystyle {\infty }}
- 6 – 0 – 0 – 0 ... = 6

## Três possíveis situações
Sabendo que a expressão algébrica {\displaystyle a\div b=c} (a dividido por b é igual a c) equivale à expressão algébrica a = {\displaystyle b\times c} (a é igual a b multiplicado por c), podemos definir as três possíveis situações encontradas ao tentar dividir algum número por zero.

### 99 ÷ 0 =∞{\displaystyle {\infty }}
- Qualquer número positivo dividido por zero resulta em {\displaystyle {\infty }}.

### (-99) ÷ 0 = (-∞{\displaystyle {\infty }})
- Qualquer número negativo dividido por zero resulta em (-{\displaystyle {\infty }}).

### 0 ÷ 0 = indeterminado
- Zero dividido por zero resulta em indeterminado, pois qualquer número (com exceção do infinito e do infinito negativo) multiplicado por zero, sempre irá resultar em zero e não é determinado o único valor de quociente para esta divisão. Vale ressaltar que zero é número neutro[11], ou seja, não é positivo e nem negativo.

## Divisão por zero na natureza
É possível encontrar a divisão por zero sendo representada pela singularidade de um buraco negro. Usando a fórmula da densidade {\displaystyle d={\frac {m}{v}}}, a massa de um buraco negro está contida em um volume que tende a zero, concebendo assim, a singularidade.